# Кривоносов, Анатолий Иванович
Анатолий Иванович Кривоносов — конструктор бортовых компьютеров для ракет и ракетных комплексов, лауреат Ленинской премии (1982).

## Биография
Родился 20 апреля 1936 года в Харькове.
В 1959 году окончил с отличием Харьковский политехнический институт, электромашиностроительный факультет, по специальности «электрические машины и аппараты».
Работал в НПО «Электроприбор» (до 1967 года ОКБ-692), с 1963 года — начальник приборного отделения, в 1966—1992 года — начальник комплекса бортовой аппаратуры.
Главный конструктор бортовых вычислительных комплексов (БЦВК) межконтинентальных баллистических ракет, включая самую мощную в мире Р-36 2М УТТХ (15А18М), ракет-носителей «Энергия», «Циклон».
В 1992—1998 годы генеральный директор — главный конструктор НПП «Хартрон-ВІЕТ». В 1998—1999 годы — генеральный директор — главный конструктор НПП «Хартрон-Дельта» ЛТД.
С 1999 года — главный научный сотрудник, с 2002 года — начальник отдела ОАО «Хартэп» (автоматизированные системы управления).
Сочинения:
- Кривоносов А. И. Методические вопросы проектирования и эксплуатации СЦВМ. — Харьков, НПО «Электроприбор», 1990.—123 с.

## Звания и награды
Доктор технических наук (1976), профессор (1990).
Лауреат Ленинской премии (1982) и Государственной премии УССР (1979). Награждён орденом Трудового Красного Знамени.